# 遠野ショッピングセンターとぴあ
遠野ショッピングセンターとぴあ（とおのショッピングセンターとぴあ）は、岩手県遠野市にある複合商業施設。遠野市役所とぴあ庁舎が2階に所在する。

## 概要
1989年11月、旧岩手県立遠野病院跡地の有効活用と遠野駅前の開発を担うべく、遠野市と遠野商工会が誘致しニチイが70%、玉木屋が30%を出資し設立された「岩手ファミリーデパート」運営の「ニチイ遠野店」として開店した。中心市街地の一角に位置しており、地元商業者のテナントが売場面積の半分程度を占めていた。後にマイカルのニチイからサティへの業態転換の方針に伴い、店名が「遠野サティ」に改称した。2001年に運営元が経営破綻した際に不採算店舗に該当していた為、2002年8月31日に閉店した。県内では宮古店（後のキャトル宮古）と江刺店も同日を以って閉店している。不採算店舗になった一因として、駐車場が立体駐車場のみで1台当たりの駐車スペースが狭いことによる利用者低迷などが挙げられた。
閉店に伴い地元テナントに悪影響を及ぼす可能性があると考えた遠野市が施設を買収し、駐車場の不備や衣料品が中心で食料品の販売力が弱かった以前の課題の解決に向けリニューアル工事を施した上で、市内でスーパーを展開していたキクコーストアを核テナントとした「遠野ショッピングセンターとぴあ、別名：遠野市中心市街地活性化センター」を、サティ閉店から3か月後（2002年12月）に開店した。
2011年3月に発生した東北地方太平洋沖地震の影響により遠野市役所本庁舎中央館が多大な被害を受けた為、役所機能の一部をフロア2階部分に「遠野市役所とぴあ庁舎」として移転した。2017年に当施設の平面駐車場だった場所を含む一帯に遠野市役所本庁舎が落成した際には、双方を結ぶ連絡通路を設けた。
行政・ショッピングセンター・地元民との連携を図る目的として、核テナントのキクコーストア内に産直を設け、地元農家が栽培した農作物を販売したり、交通手段の無い隔地の利用者を対象に月に1度の無料バスを運行している。

### キャラクター
オリジナルキャラクターの「へのかっぱ五人衆」が存在し、遠野市にまつわる「遠野物語」に登場する河童をモチーフにしている。
キャラクター一覧
- かっぺい
- かれん
- まなぶ
- はんぺい
- げんた

## 沿革
- 1989年（平成元年）11月23日 - ニチイ運営の「ニチイ遠野店」として開店[3]。
- 1990年代 - 運営元がマイカルへ社名変更し、「遠野サティ」に改称。
- 2001年（平成13年）
  - 9月14日 - マイカルが東京地方裁判所に民事再生法の適用を申請し、事実上破綻。
  - 9月18日 - マイカル東北が東京地方裁判所に民事再生法の適用を申請し、事実上破綻[10]。
  - 11月22日 - マイカルが東京地方裁判所に会社更生法の適用を申請し、破綻処理の手法を民事再生法から切り替え。
- 2002年（平成14年）
  - 8月31日 - 遠野サティが閉店[3]。
  - 10月 - テナント協同組合「遠野商業開発」の創立総会を開催[3]。
  - 12月1日 - 遠野市が土地・建物を取得[11]。施設を改装し、テナント33店舗のうち27店舗で構成したテナント協同組合「遠野商業開発」によって、キクコーストアを核テナントとする「遠野ショッピングセンターとぴあ」が開店[3][5]。
- 2009年（平成21年）- 施設外壁をリニューアル[12]。
- 2011年（平成23年）4月 - フロア2階に遠野市役所とぴあ庁舎が開庁[6]。
- 2017年（平成29年）9月 - 施設南側に遠野市役所本庁舎が落成し、連絡通路を設置[7]。

## フロアとテナント

### フロア概要
核テナントのキクコーストアとぴあ店、遠野市役所とぴあ庁舎と24の専門店で構成される。
| 階  | フロア概要                                                 |
| --- | ---------------------------------------------------------- |
| R階 | 屋上駐車場                                                 |
| 3階 | 屋内駐車場                                                 |
| 2階 | ファッション・生活雑貨のフロア、遠野市役所とぴあ庁舎(東側) |
| 1階 | 食料品・日用雑貨・衣料のフロア                             |

### 主なテナント
1階
- お宝倉庫（雑貨・買取）
- 紙風船（ファストフード）
- 中村屋（菓子）

2階
- Takeya（レディス）
- ラガッツェ（カフェ）
- 内田書店（書籍）
- モーリーファンタジー（アミューズメント）

### 各種施設
- ATMコーナー
- 赤ちゃん休憩室
- 喫煙所
- 無料ロッカー
- へのかっぱ大明神

※テナント・施設情報は2023年3月時点
出店テナント全店の一覧および各種施設サービスの詳細情報は公式サイト「フロアガイド」を、営業時間の詳細は公式サイト「営業のご案内」を参照。

## とぴあ庁舎
遠野市役所の部門のうち、以下の部署が入居している。
- 市長室
- 総務企画部

## アクセス

### 鉄道
- 遠野駅（JR東日本・釜石線）から徒歩で約5分

### バス
月に一度、無料バスを住田町・釜石市・宮古市川井地区を対象に運行している。
- 「とぴあ前」バス停（岩手県交通）から徒歩で約1分

### 自動車
- 釜石自動車道 - 遠野ICから約5分

### 駐車場
3階駐車場と屋上駐車場であわせて350台分が利用可能である。
| 施設駐車場 | 駐車台数 | 駐車可能時間                              | 備考          |
| ---------- | -------- | ----------------------------------------- | ------------- |
| 3階駐車場  | 350      | 8:15 - 20:00（平日） 9:00 - 20:00（休日） | 高さ制限2.2 m |
| 屋上駐車場 | 350      | 8:15 - 20:00（平日） 9:00 - 20:00（休日） | 高さ制限2.2 m |

## 周辺
- 遠野市役所本庁舎 - 2階の連絡通路で双方が接続している。
- 遠野郵便局
- 遠野駅